# Per Olov Jansson

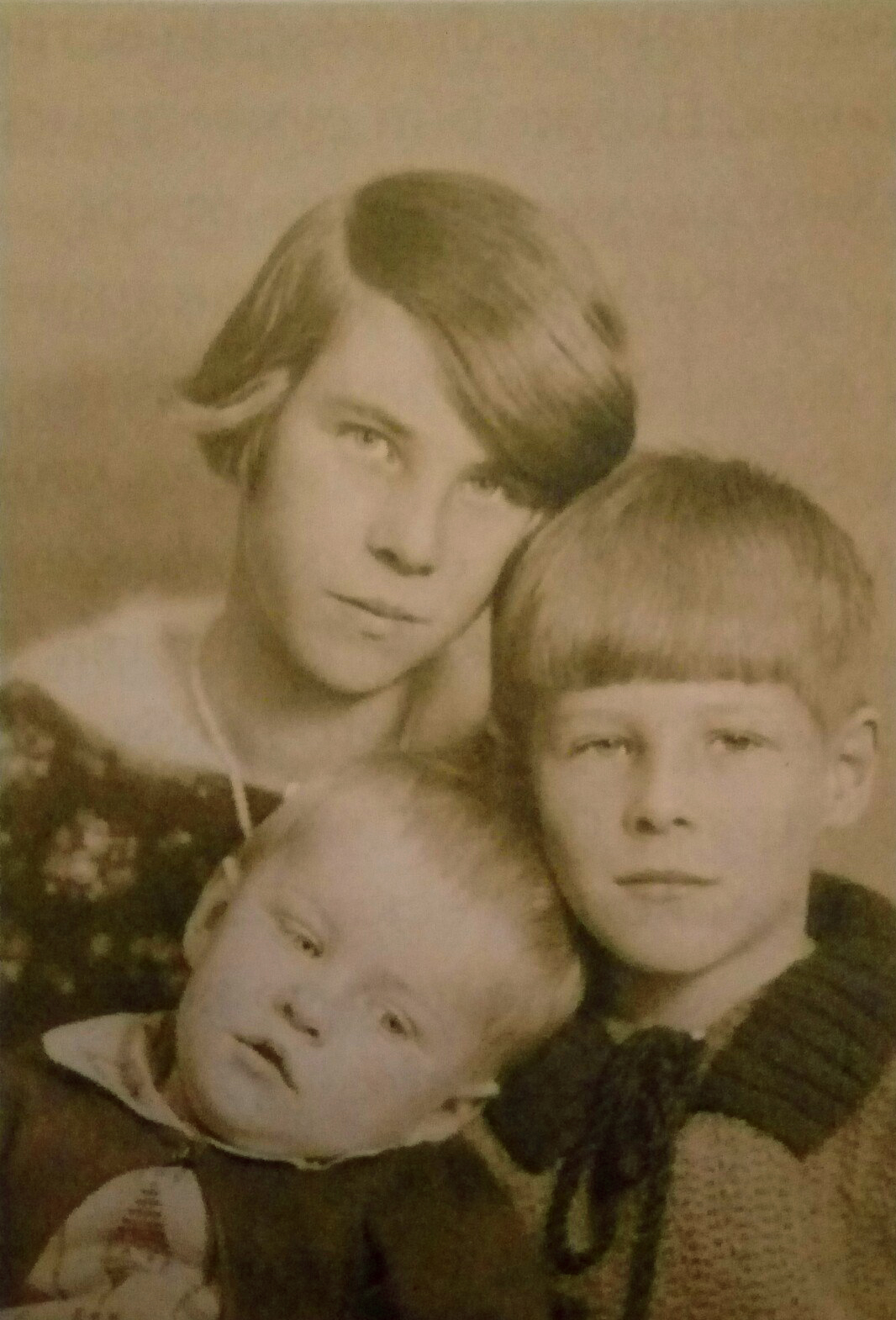
Sourozenci Janssonovi, nejstarší Tove, Per Lov a nejmladší Lars, asi 1930

Per Olov Jansson (22. dubna 1920 – 7. února 2019) byl finský fotograf.

## Život a dílo
Je synem umělců Viktora Janssona a švédské rodačky Signe Hammarsten-Janssonové, a bratrem spisovatelky Tove Janssonové a karikaturisty Larse Janssona. Jeho fotografie se objevily v knihách Tove Janssonové, včetně Skurken i muminhuset (1980) a Anteckningar från en ö (1993) nebo v románu z roku 1971 Lyssnerskan, který je věnována jemu. Je také autorem velkého množství fotografií své sestry.
Janssonovy fotografie byly popsány jako zdůrazňující počin umělecké tvorby a jeho technika byla poznamenána k tomu, aby se těžce spoléhala na perspektivu a vztah mezi světlem, tmou a středním kontrastem.
Během padesátých let vytvořil s bratrem Larsem společnost Aerofoto. Navzdory své dlouhé fotografické kariéře se první fotografická výstava Janssona objevila až v roce 2000, u příležitosti jeho 80. narozenin.